# Historia Britonum
De Historia Britonum of Historia Brittonum is een Brits historisch werk, geschreven rond 830, kennelijk aan het hof van Merfyn Frych, koning van Gwynedd. Het is gebaseerd op diverse bronnen, waaronder Gildas en Bede, maar ook tradities die elders niet bewaard zijn gebleven.
Een aantal versies van de Historia Britonum hebben een proloog waarin de schrijver van het werk zich bekendmaakt als Nennius, een leerling van Elfoddw, 'aartsbisschop' van Gwynedd (overleden 809). Nennius is een persoon die daadwerkelijk heeft bestaan, maar de proloog is afkomstig uit de 11e eeuw en het is daarom maar zeer de vraag in hoeverre Nennius' auteurschap van de tekst juist is.
De Historia Britonum is onder meer de bron die Arthur geeft als de Britse leider bij de slag bij Mons Badonicus; de betrouwbaarheid van de Historia Britonum (evenals eigenlijk alle andere Britse en Engelse bronnen behalve Gildas) betreffende de geschiedenis voor ca. 550 is echter twijfelachtig.
Over de komst van de Angelsaksen vertelt Historia Britonum in een verhaal waarbij het zich in elk geval voor een groot deel op Engelse bronnen lijkt te baseren, waarschijnlijk dezelfde waarop ook het verhaal van Hengest en Horsa in de Anglo-Saxon Chronicle gebaseerd is. Volgens de Historia Brittonum liet Vortigern Hengest en Horsa komen, en gaf hun Thanet. Later komt door een huwelijk met Vortigerns dochter heel Kent in Hengests handen, maar hij komt in opstand. Een belangrijk verschil tussen de Historia Brittonum en de Anglo-Saxon Chronicle is, dat in de laatste Hengest en zijn zoon Aesc succesvol zijn en de Britten naar Londen doen vluchten, terwijl de Historia Brittonum stelt dat het juist de Britten zijn die, onder leiding van Vortigerns zoon Vortimer, succesvol waren. De Angelsaksen vluchten over zee, maar na de dood van Vortimer staat Vortigern hen toe terug te keren, waarna ze tijdens een bijeenkomst of feest op verraderlijke wijze allen hun in het geheim meegesmokkelde messen trekken en 300 Britse edelen doden.
Het verhaal over het verraad kent trouwens diverse parallellen in de Germaanse (maar niet de Britse) folklore.